# جوليس فيشر
جوليس فيشر (بالإنجليزية: Jules Fisher)‏ هو مصمم إضاءة أمريكي، ولد في 12 نوفمبر 1937 في نوريستاون ‏ في الولايات المتحدة.

## وصلات خارجية
- جوليس فيشر على موقع IMDb (الإنجليزية)
- جوليس فيشر على موقع قاعدة بيانات برودواي على الإنترنت (الإنجليزية)
- جوليس فيشر على موقع قاعدة بيانات الفيلم (الإنجليزية)